# Atanas Kurdov
Atanas Petrov Kurdov (in bulgaro Атанас Петров Курдов?; Plovdiv, 28 settembre 1988) è un ex calciatore bulgaro, di ruolo attaccante.

## Carriera

### Club
Nell'ottobre 2007 il Bayer Leverkusen lo preleva dal Levski Sofia per € 350.000. Dopo avergli fatto giocare una quarantina di partite con le riserve in tre anni, nel 2010 torna in patria. Dopo due stagioni, prima in terza e poi in seconda divisione, il Botev Plovdiv non rinnova il contratto con Kurdov, che resta svincolato. Si accorda con la Lokomotiv Plovdiv nel settembre seguente ma a gennaio è nuovamente svincolato dalla società. Rimasto senza squadra durante la seconda parte della stagione 2012-2013, lo Slavia Sofia lo ingaggia per il campionato 2013-2014: sigla 11 reti in 22 incontri di campionato, riuscendo a segnare fra l'altro al Botev (gara persa 3-2), alla Lokomotiv (persa 3-1) ed al Levski Sofia (2-2), le sue tre ex squadre. A fine stagione i bulgari lo cedono a titolo definitivo in Kazakistan in cambio di € 1 milione.